# Malai (Rússia)
Malai - Малаи (rus) - és un khútor del krai de Krasnodar, a Rússia. És a 19 km al nord-oest de Kalíninskaia i a 76 km al nord-oest de Krasnodar.
Pertanyen al khútor de Gretxànaia Balka.